# خوسيه خيسوس بيريرا
خوسيه خيسوس بيريرا (بالإسبانية: Jesús Perera)‏ هو لاعب كرة قدم إسباني في مركز الهجوم، ولد في 12 أبريل 1980 في أولايفينزا في إسبانيا. لعب مع أتليتيكو بالياريس وخيمناستيك طركونة ورايو فايكانو وريال مايوركا ب وريال مايوركا وسيلتا فيغو ونادي ألباسيتي ونادي إلتشي.

## وصلات خارجية
- خوسيه خيسوس بيريرا على موقع قاعدة بيانات كرة القدم.إي يو (الإنجليزية)
- خوسيه خيسوس بيريرا على موقع Soccerway.com (الإنجليزية)
- خوسيه خيسوس بيريرا على موقع عالم كرة القدم.نت (الإنجليزية)
- خوسيه خيسوس بيريرا على موقع AS.com (الإسبانية)